# Stephen Wooldridge
Stephen Brian Wooldridge (Sydney, 17 de outubro de 1977 - 15 de agosto de 2017) foi um ciclista australiano que participava em competições de ciclismo de estrada e pista.
Ele foi o vencedor e recebeu a medalha de ouro na perseguição por equipes nos Jogos Olímpicos de Verão de 2004, em Atenas, mas apenas participou nas rodadas preliminares.
Foi encontrado morto dia 15 de agosto de 2017. A morte foi dada como suicidio.